# Tahuejo
Tahuejo es una localidad del Estado de Michoacán en México, ubicada en el Municipio de Parácuaro Tierra Caliente, donde se localiza una hacienda que durante muchos años estuvo dedicada a la producción de agave y donde trabajó José María Morelos. Actualmente se dedica a la agricultura y al comercio.